# Béthanie-au-delà-du-Jourdain
Pour les articles homonymes, voir Béthanie (homonymie).
Ne doit pas être confondu avec Béthanie.
Béthanie au-delà du Jourdain est l'un des deux lieux où baptisait Jean le Baptiste et où il aurait rencontré pour la première fois Jésus, selon l'évangile attribué à Jean (Jn 1, 28 ; 3, 26). C'est donc le lieu du baptême de Jésus.
Bien que la tradition chrétienne retienne sa localisation en Pérée et notamment dans la région de Al-Maghtas en Jordanie, les historiens considèrent que la localisation de Béthanie au-delà du Jourdain est inconnue, car la situation retenue par la tradition se révèle matériellement impossible.

## Dans l'évangile attribué à Jean
L'évangile attribué à l'apôtre Jean localise l'activité de Jean le Baptiste sur les rives du Jourdain (Jn 10, 40). Plus soucieux de précision topographique que les évangiles synoptiques, ce qui suggère que son auteur a connaissance au moins de traditions locales, l'évangile johannique mentionne deux sites où Jean baptisait. Celui appelé Aenon « près de Salim où les eaux sont abondantes » est identifié au lieu-dit « Uyum » à Ain Fa'rah « aux sources du Wadi Fa'rah, affluent du Jourdain à une douzaine de kilomètres au nord-est de Sichem (Samarie),. » L'autre, « Béthanie au-delà du Jourdain, où Jean baptisait (Jn 1, 28) » où est située la première rencontre de Jésus et de Jean est localisée en Pérée au-delà du Jourdain par la tradition chrétienne. Toutefois, selon les travaux de Murphy O'Connor repris par François Blanchetière, cette localisation se révèle impossible.
L'appellation Béthanie-au-delà-du-Jourdain est utilisée pour distinguer ce lieu de la ville de Béthanie, située à « quinze stades » de Jérusalem (Jn 11:18) où la famille de Lazare, Marie et Marthe possédait des propriétés et une résidence où Jésus fit un repas « Six jours avant la Pâque (Jn 12:1) » avant d'entrer dans Jérusalem.

## Le site traditionnel

### Origène et Bethabara

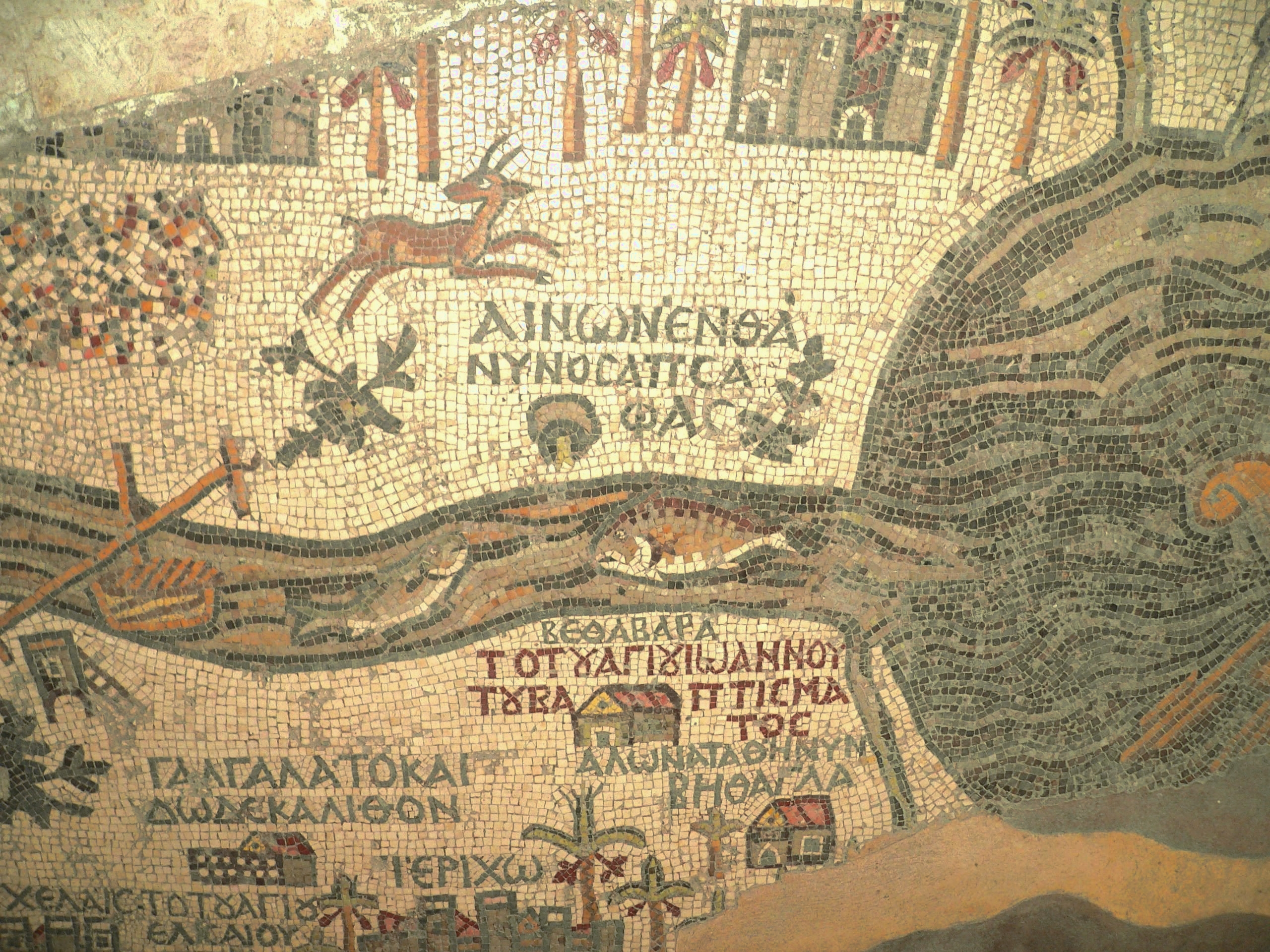
La carte de Madaba hésite sur les lieux où Jean le Baptiste baptisait, puisqu'elle retient deux lieux où serait «Ænon où Jean baptisait». Celui représenté ici (appelé Sapsaphas au VI) est considéré comme erroné par les historiens, qui retiennent Ænon près de la ville de Salim en Samarie, comme l'indique l'évangile attribué à Jean. Ce lieu non visible sur cet extrait de carte y est appelé « Ænon près de Salem qui est aussi Saloumias ». En face du site erroné pour Ænon est positionné le site de Bethabara, retenu par une partie de la tradition chrétienne comme identifié à Béthanie-au-delà-du-Jourdain.

Au IIIe siècle, Origène écrit dans son « Commentaire sur Jean » : « Nous n'ignorons pas que dans presque tous les codex, on peut lire Bethanie. Mais lorsque nous sommes arrivés sur les lieux où nous avons pu observer les empreintes de pieds de notre Seigneur, de ses disciples et des prophètes, nous avons été persuadés que ce n'est pas Bethanie, mais Bethabara qui doit être lu. Car, comme l'évangéliste le rapporte, Bethanie la demeure de Lazare, Marie et de Marthe, est distante de Jérusalem de quinze stades, tandis que le Jourdain en est distant de cent quatre-vingts stades. Il n'y a aucun endroit le long du Jourdain qui ait quelque chose en commun avec le nom de Béthanie. Mais certains disent que parmi les monts du Jourdain, Bethabara est désigné comme un endroit où l'histoire rapporte que Jean baptisait. » Origène est le premier auteur à proposer d'identifier le site de Bethabara à Béthanie-au-delà-du-Jourdain. Un siècle plus tard, Jean Chrysostome, poursuit la tradition qui identifie « Béthanie-au-delà-du-Jourdain » avec Bethabara. Au VIe siècle la carte de Madaba hésite quant à la position des deux lieux où Jean baptisait, puisqu'elle représente le site d'Aenon à deux endroits différents de la carte, dont l'un est celui retenu par les historiens. En face du site erroné pour Aenon se trouve Bethabara, localisation erronée elle aussi, qui ne se trouve d'ailleurs pas « au-delà du Jourdain », mais en deçà.
Plusieurs manuscrits témoignent que cette tradition a été suffisamment puissante pour que le texte de l'évangile attribué à Jean soit modifié. L'appellation de "Béthanie-au-delà-du-Jourdain" y est remplacée par le nom Bethabara. Cette modification se retrouve au XVIIe siècle dans la Bible du roi Jacques.

### Distance entre Bethabara et Cana
Outre le fait qu'Origène confond manifestement la ville de Béthanie située à l'est de Jérusalem avec Béthanie-au-delà-du-Jourdain, que le nom du site qu'il retient n'est pas Béthanie, mais Bethabara (de Beth Abarah, littéralement le « lieu du passage ») et que celui-ci ne se situe pas au-delà du Jourdain, mais en deçà, les critiques ont aussi noté que le site de Bethabara est situé bien trop loin de Cana pour être retenu. Ainsi que George Frederick Wright (en) l'observe dès le début du XXe siècle « Le site traditionnel est un gué situé à l'est de Jéricho, toutefois selon l'évangile attribué à jean (Jn 1:29, Jn 1:35, Jn 1:43) il y avait seulement un jour de voyage jusqu'à Cana de Galilée ».
Alors que Jésus se trouve à Béthanie-au-delà-du-Jourdain avec ses deux premiers disciples, le lendemain il « résolut de partir pour la Galilée (Jn 1:43) », il rencontre alors « Philippe qui était de Béthsaïde » ainsi que Nathanaël. « Le troisième jour », ils se trouvent « aux noces à Cana de Galilée (Jn 2:1) ». Ce qui indique qu'il faut soit un jour soit moins d'un jour et demi, au maximum, pour se rendre de Béthanie à Cana, ce qui est impossible depuis le site de Bethabara. Le point de vue largement partagé est qu'il y avait un Béthanie à quinze stades de Jérusalem et un autre sur l'autre rive du Jourdain, dont la position demeure inconnue.

### Al-Maghtas
Al-Maghtas (arabe: المغطس), qui signifie « baptême », ou « immersion » en arabe, est un endroit de Jordanie sur la rive est du Jourdain, situé à dix kilomètres au sud-est de Jéricho, en face du site de Bethabara. Ce site est, selon la tradition juive, le lieu par lequel Josué aurait fait passer les Hébreux lors de leur entrée en Palestine. Selon la tradition chrétienne qui s'accorde avec la tradition juive quant à la valorisation théologique de ce site, il serait également le Béthanie-au-delà-du-Jourdain de l'évangile attribué à Jean. Cette indication est reprise dans les guides touristiques.
À partir de 1994, une équipe jordanienne dirigée par le professeur Mohammad Waheeb a conduit plusieurs campagnes de fouilles archéologiques dans la région. Le pape Jean-Paul II a visité le site en mars 2000, tout comme Benoît XVI en mai 2009 et François en mai 2014. En 2007, un film documentaire intitulé « Le Baptême de Jésus Christ - Découvrir Béthanie au-delà du Jourdain » a été fait à ce sujet.
Le 5 juillet 2015, le site est inscrit au patrimoine mondial de l'Unesco et devient ainsi le cinquième site classé de Jordanie, conjointement avec Tell Mar Elias. Le gouvernement jordanien y favorise la construction d'églises et de centres d'accueil en attribuant des lots à différentes communautés chrétiennes. Selon la carte de Madaba, ce qui correspond à peu près à ce site n'était pas appelé Béthanie, mais Aenon, le nom de l'autre endroit où Jean baptisait et qui est situé près de Salim en Samarie beaucoup plus au nord. De son côté, le ministère du tourisme israélien a annoncé l'ouverture du site de Kasser al Yahoud — qui correspond à Bethabara dont parle Origène — comme étant le « lieu du baptême de Jésus. » En 2025, l'église catholique annonce la consécration d'une nouvelle église et de lieux d'accueil pour les pèlerins à Al-Maghtas, lieu de baptême du Christ.

## Hypothèse
Il a été émis l'hypothèse que Béthanie-au-delà-du-Jourdain ait pu désigner la région que Flavius Josèphe appelle Bathanée ou un lieu appelé Béthanie et situé en Bathanée qui est une des régions de la tétrarchie de Philippe. Cette dernière se trouve au nord-est du lac de Tibériade et n'est séparée de la Galilée que par le fleuve Jourdain. Selon Flavius Josèphe, une de ses deux villes principales s'appelait Ecbatane (Έχβατάνα) aussi orthographiée Én Batania (έν Βατάναια). On retrouve la racine « btn » dans tous ces noms, alors que l'hébreu ou l'araméen ne comportent pas de voyelles. Pour D. A. Carson qui soutient cette hypothèse, Béthanie est une translittération possible du nom de la Bathanée en araméen vers le grec. La région est bien située « au-delà du Jourdain » et à un jour de distance de Cana. Lorsque « Jésus résolut de partir pour la Galilée ; il rencontre Philippe (Jn 1:43) [...] qui était de Bethsaïde (Jn 1:44) », ce qui peut indiquer que Béthanie au-delà du Jourdain était proche de Bethsaïde et sur le chemin pour se rendre en Galilée, ce qui correspond effectivement à la position de la Bathanée.
Ce pourrait-être le site de l'ancienne ville juive d'Ecbatane (Έχβατάνα aussi orthographiée έν Βατάναια ou έν Βατάνοις), que Shimon Applebaum pense avoir localisé dans des ruines situées à Al-Ahmadiyah (Golan en Syrie). Une des deux villes (avec Bathyra) où Hérode le Grand a installé le « babylonien » Zamaris et son clan pour qu'ils s'opposent au banditisme trachonide dans la dernière décennie de son règne (v. 10 - 7 av. J.-C.).